# Aloys F. Gangkofner
Aloys Ferdinand Gangkofner (* 1920 in Reichenberg; † 2003 in München) war ein deutscher Glasgestalter.

## Leben
Aloys Gangkofner wurde in Reichenberg im Bayerischen Wald geboren – einer Region, die für ihr traditionelles Glashandwerk berühmt ist. Sein Vater arbeitete als Glasschleifer in der nahegelegenen Glasfabrik Riedlhütte. Aloys Gangkofner besuchte die Staatliche Fachschule für Glasindustrie in Zwiesel, absolvierte eine Fabriklehre als Glasschleifer in der Glasfabrik Riedlhütte und arbeitete ab 1937 bei einem Ingenieurbüro, bevor er 1939 zum Wehrdienst eingezogen wurde. Nach der Rückkehr aus der Gefangenschaft begann er eine freiberufliche Tätigkeit und wurde als Fachlehrer an der Akademie der Bildenden Künste München angestellt. Aus dieser Tätigkeit konnte er schließlich dort den ordentlichen Lehrstuhl „Glas und Licht“ gründen. Aloys Gangkofner ist der Vater des Künstlers Matthias Gangkofner.

## Werk
Ab 1952 interessierte sich Gangkofner vermehrt für althergebrachte Techniken zum freien Formen von Glas. Die Werkstatt der Waldsassener Glashütte Lamberts stand ihm in dieser Zeit am Wochenende zur Verfügung. Gemeinsam mit den dortigen Glasmachern experimentierte Gangkofner mit traditionellen vom Vergessen bedrohten Fertigungstechniken und erweiterte die gestalterischen Möglichkeiten dieser überlieferten Produktionsmethoden. Dazu skizzierte er die gewünschten Formen, die Glasmacher bliesen das Glas entsprechend und Gangkofner formte das heiße Material zusätzlich mit Holzscheiten.
Neben dieser stark handwerklich geprägten Vorgehensweise entwickelte Gangkofner auch Produkte für die Serienfertigung. Insbesondere seine Entwürfe für die namhafte Glashütte Peill & Putzler mit Sitz in Düren erlangten große Verbreitung und Bekanntheit. Aber auch für die Firma Erco, die Hessenglaswerke und die Firma Corning in den Vereinigten Staaten war er tätig.
Darüber hinaus schuf Aloys Gangkofner Lichtinstallationen in Foyers und Sitzungssälen von Versicherungen, Banken und Theatern. Dabei handelte es sich weniger um funktionale Beleuchtungslösungen als um repräsentative Blickfänger. Oftmals waren es Arrangements hunderter handwerklich gefertigter Bleikristallprismen oder massiver Kristallglaskugeln, die er effektvoll mit Leuchtmitteln kombinierte.
2018 legte das Unternehmen Mawa Design eine Auswahl von Pendelleuchten nach Entwürfen Gangkofners neu auf.

## Auszeichnungen
- 1954 wurden Arbeiten von Aloys Gangkofner auf der X. Triennale di Milano mit Gold ausgezeichnet.

## Sammlungen
- Corning Museum of Glass, NY
- Glasmuseum Frauenau (Sammlung Wolfgang Kermer)[3]
- Museum of Modern Art, NY[4]
- Victoria & Albert Museum, London